# Reckertshausen (Hofheim in Unterfranken)
Reckertshausen ist ein Gemeindeteil der Stadt Hofheim in Unterfranken im Landkreis Haßberge in Bayern. Die ehemals selbstständige Gemeinde wurde im Zuge der Gebietsreform in Bayern 1978 nach Hofheim eingegliedert.

## Geographie und Verkehrsanbindung
Das Kirchdorf liegt 1,5 km nördlich von Hofheim an der Kreisstraße HAS 36.

## Baudenkmäler
Die erste urkundliche Erwähnung von Reckertshausen war um 1100. Kirchlich ist der Ort von Beginn an eine Filiale der (katholischen) Pfarrei Hofheim. Eine eigene Kapelle wurde im Jahre 1764 durch den Maurer- und Baumeister Johann Bader aus Sternberg im Grabfeld um 300 fränkische Gulden erbaut und 1771 geweiht. Gewidmet ist sie dem Viehpatron St. Wendelinus. Der von mehreren Mitgliedern der ursprünglich aus Tirol stammenden Steinhauer-, Maurer- und Baumeisterfamilie Bader gepflegte Barockstil steht noch deutlich sichtbar in der Nachfolge des Hochfürstlich Würzburgischen Stadt- und Landbaumeisters Joseph Greissing. Diese Art von Traditionspflege in der Architektur ist typisch für die Gegend und befindet sich in mehreren in direkter Nähe liegenden Orten wie an der Kreuzkapelle zu Hofheim oder an der Kirche zu Ostheim bei Hofheim.
In der Liste der Baudenkmäler in Hofheim in Unterfranken sind für Reckertshausen sechs Einträge vorhanden.